# Landschaftsschutzgebiet Attendorn-Heggen-Helden, Typ B
Das Landschaftsschutzgebiet Attendorn-Heggen-Helden, Typ B mit 326,44 ha Flächengröße liegt im Kreis Olpe. Es wurde 2006 durch den Kreistag des Kreises Olpe als Landschaftsschutzgebiet (LSG) vom Typ B (Besonderer Landschaftsschutz: „Schutz prägender Wiesentäler“) mit dem Landschaftsplan Nr. 2  Elsper Senke–Lennebergland ausgewiesen. Das LSG befindet sich auf dem Gebiet von Attendorn und Finnentrop. Das LSG geht bis an Siedlungsränder.

## Beschreibung
Das LSG umfasst Wiesentäler und anderes Grünland.

## Schutzzweck
Die Ausweisung erfolgte zur Sicherung und Erhaltung der natürlichen Erholungseignung und der Leistungsfähigkeit des Naturhaushaltes gegenüber den vielfältigen zivilisatorischen Ansprüchen an Natur und Landschaft. Ferner zum Schutz der Wiesentäler und der dortigen Fließgewässer.

## Rechtliche Vorschriften
Im Landschaftsschutzgebiet ist unter anderem das Errichten von Bauten und das Ableiten von Grundwasser, auch bei Staunässe, verboten.
Erstaufforstungen und auch die Neuanlage von Weihnachtsbaumkulturen, Schmuckreisig- und Baumschulkulturen unterliegen einer behördlichen Genehmigung der Unteren Naturschutzbehörde.